# Víctor Grífols i Roura
Víctor Grífols i Roura (Barcelona, 1950) és un empresari català, president honorari de Grifols.

## Biografia
Cursà els estudis en Ciències Empresarials a la Universitat de Barcelona. L’any 1973 s’incorpora a Grifols com a director d’exportacions i després assumeix la direcció comercial de l'empresa, impulsant els seu creixement dins el mercat espanyol. El 1985 succeeix el seu pare Víctor Grífols i Lucas com a conseller delegat de l'empresa i dirigeix la reorganització completa del holding Grifols. Impulsa l'expansió internacional del grup, iniciada a Portugal i Llatinoamèrica, que després assoliria una presència global, actualment a més de 100 països i regions arreu del món.
El 2001 succeeix el seu pare com a president de la companyia. A partir de 2003 i fins al 2014, lidera una etapa intensa d’operacions corporatives, principalment als Estats Units, que situen Grifols com la primera companyia del món en obtenció de plasma, la tercera en producció d’hemoderivats per a ús terapèutic i com una de les principals companyies en diagnòstic transfusional. El gener del 2017 cedeix el càrrec de conseller delegat al seu germà, Raimon Grífols Roura, i al seu fill Víctor Grifols Deu i actualment és el president honorari del Consell d’Administració de la companyia.
En reconeixement de la seva trajectòria professional, l’any 2011 la Cambra de Comerç dels Estats Units a Espanya i la Spain-US Chamber of Commerce li atorga el Global Business Leader Award. El 2017 el Govern de la Generalitat de Catalunya li concedeix la Creu de Sant Jordi per la seva trajectòria al capdavant d'una empresa familiar que al llarg de les últimes dècades ha viscut un accelerat procés d'internacionalització i creixement, fins a arribar a ser un referent en el camp dels productes plasmàtics esdevenint una de les principals productores mundials del sector dels hemoderivats. El desembre de 2023 va abandonar el consell d'administració, quedant-se només amb el càrrec de president honorífic de la companyia.